# Афоризм
Афори́зм (от др.-греч. ἀφορισμός — «краткое изречение») — оригинальная законченная мысль, изречённая и записанная в лаконичной, запоминающейся, текстовой форме и впоследствии неоднократно воспроизводимая другими людьми.
В афоризме достигается предельная концентрация непосредственного сообщения и того контекста, в котором мысль воспринимается окружающими слушателями или читателем.

## Примеры афоризмов
Выразительность афоризма возрастает при уменьшении числа слов; около 3/4 всех афоризмов состоят из 3—5 слов. Афоризмы рождаются как в контексте научных, философских, художественных произведений, так и самостоятельно:
- «Бездарность легче прощают человеку, чем талант» (Эмиль Кроткий);
- «Глазомер, быстрота, натиск». Этими словами А. В. Суворов в своей работе «Наука побеждать» (1796, первое издание — 1806) определил «три воинских искусства». Афоризм использовал А. П. Чехов в рассказе «Жена» (1892).
- «Глупы из скандалистов оба» (И. А. Крылов);
- «Есть, чтобы жить, а не жить, чтобы есть» (Сократ).
  - Мольер ввёл это изречение в свою комедию «Скупой» (1668), пятая сцена третьего акта.
- «Каждый слышит только то, что он понимает» (Иоганн Вольфганг Гёте);
- «Знание — сила» (лат. «scientia est potentia»; приписывается Фрэнсису Бэкону);
- «Надо много учиться, чтобы осознать, что знаешь мало» (Мишель де Монтень);
- «Наука побеждать». Заглавие руководства для боевой подготовки войск, написанное  А. В. Суворовым. Заглавие дано первым издателем Антоновским в 1806 году.
- «Нет ничего глупее желания всегда быть умнее всех» (Франсуа де Ларошфуко);
- «Жизнь прекрасна, если научишься жить» (Менандр)
- «Обман — это месть ума глупости» (Джакомо Казанова)

- «Афоризм — это мысль, заставляющая нас мыслить по-новому» (Аркадий Давидович)
- «Афоризмы житейской мудрости» (Артур Шопенгауэр)

Высказывание Л. Вовенарга «Вырази ложную мысль ясно, и она сама себя опровергнет» как нельзя лучше характеризует одну[какую?] из особенностей жанра.

## Признанные авторы афоризмов
- Сакья-пандита — средневековый тибетский учёный и писатель XIII века. Поэтические афоризмы из его «Драгоценной сокровищницы назидательных речений» были чрезвычайно популярны в Тибете и Монголии, а многие из них стали народными пословицами.[2]
- Шота Руставели — грузинский государственный деятель и поэт XII века, автор хрестоматийной эпической поэмы «Витязь в тигровой шкуре»
- Хуан Мануэль — средневековый испанский писатель XIV века. Вторая, третья и четвёртая части его знаменитой книги «Граф Луканор» (1335) — собрание афоризмов и изречений.
- Франсуа VI де Ларошфуко — результатом обширного жизненного опыта Ларошфуко явились его «Максимы» (Maximes) — сборник афоризмов, составляющих цельный кодекс житейской философии. Очень высоко и чисто литературное значение «Максим»[что?].

### XIXиXX век
В конце XIX и в XX веке известными афористами были:
- Оскар Уайльд
- Фридрих Ницше
- Гильберт Честертон
- Джордж Бернард Шоу
- Станислав Ежи Лец
- Карл Краус
- Михаил Туровский
- Эмиль Мишель Чоран
- Эдмон Жабес
- Малькольм де Шазаль
- Анджей Маевский
- Александр Вулкотт
- Фаина Раневская
- Леонард Луис Левинсон
- сэр Уинстон Черчилль[3]

### XXI век
- Владимир Жириновский[4]
- Виктор Черномырдин[5]
- Аркадий Давидо́вич